# Aşağı Qapanlı
Aşağı Qapanlı, Qapanlı (?-2015) è un comune dell'Azerbaigian situato nel distretto di Tərtər.